# Looter shooter
Looter shooter (chiamato anche loot shooter, in italiano tradotto letteralmente come "tiratore saccheggiatore") è un sottogenere di giochi di ruolo d'azione che incorpora un gameplay sparatutto e armi ed equipaggiamento generati proceduralmente. Uno degli obiettivi principali di questo genere di giochi è ottenere oggetti migliori attraverso il grinding di oggetti casuali, in genere con rarità che vanno dal comune al leggendario. Sebbene abbia visto la sua genesi in Hellgate: London del 2007, non è stato reso popolare fino all'uscita di Borderlands nel 2009. Il genere ha continuato a comprendere alcuni dei giochi AAA di maggior successo sul mercato. È comune per i looter shooter siano games as a service, ma questo modello sottolinea che i giocatori ignorano gli altri giochi e può portare al burnout del giocatore.
Hellgate: London è stato il primo a combinare giochi di ruolo con sparatutto in prima persona, promuovendosi anche con funzionalità equivalenti all'attuale etichetta di "games as a service", con gli sviluppatori che forniscono continuamente nuovi contenuti a pagamento post-rilascio. Tuttavia, il gioco ha sofferto di sparatorie poco brillanti e ha ricevuto recensioni contrastanti, senza raggiungere una popolarità significativa. La situazione è cambiata con l'uscita di Borderlands, che aveva un gameplay più avvincente grazie all'esperienza di Gearbox Software nella realizzazione di sparatutto. Ha creato lo stampo del genere nonostante non fosse il suo primo capitolo. Borderlands 2 (2012), che aveva una qualità superiore e vendeva anche meglio dell'originale, ha ampliato ulteriormente la portata del genere.
Warframe (2013) ha continuato a mantenere la popolarità per numerosi anni, stabilendo i  games as a service per i looter shooter, introducendo anche l'idea delle microtransazioni per poter acquistare oggetti rari con meno grinding, che la maggior parte dei giochi successivi avrebbe adottato. Questo titolo è stato seguito dall'uscita di Destiny nel 2014, che utilizzava anche microtransazioni e ha segnato un cambiamento nel genere introducendo elementi di giochi online multigiocatore di massa (MMO). Sebbene il gioco si definisse uno "sparatutto a mondo condiviso" piuttosto che un MMO, presentava raid, clan, equivalenti alle gilde MMO, e un mondo hub centrale. Destiny ha introdotto anche modalità PvP oltre alla tipica esperienza PvE.
The Division (2016), un grande successo commerciale per Ubisoft, aveva una quantità di realismo insolita per un gioco looter shooter, sebbene sia stato criticato come stereotipato dalla critica. Alienation (2016) era unico grazie al suo punto di vista isometrico e al gameplay sparatutto a doppia levetta. Destiny 2 (2017) ha ampliato la modalità storia del gioco precedente, diventando un titolo ampiamente considerato migliore del primo. Remnant: From the Ashes (2019) si è distinto per il suo gameplay soulsike, sebbene abbia riscontrato solo un'accoglienza tiepida da parte di critica e fan. Anthem (2019), un titolo sviluppato da BioWare ambientato su un pianeta alieno e dotato di armature potenziate in grado di volare, è stato pubblicizzato come un cambiamento epocale nel genere, ma è diventato un fallimento critico e commerciale, attribuito a problemi di sviluppo come molteplici cambiamenti di direzione e utilizzo forzato del Frostbite Engine. Alla fine Electronic Arts ha deciso di terminare ulteriori sviluppi e di interrompere gli aggiornamenti dei contenuti dopo soli due anni, piuttosto che procedere con una rielaborazione pianificata di "Anthem 2.0 ".
Outriders (2021) in particolare non era un titolo live service, pubblicato come gioco completamente completo. Con recensioni nella media da parte della critica, non è chiaro se il gioco sia stato redditizio.